# 安宅車
安宅車（あたかしゃ）は、岐阜伊奈波神社祭礼で曳き出される4輌の山車（やま）の一台で、岐阜市の有形民俗文化財に指定されている。

## 歴史
岐阜の山車祭りは江戸時代から始まったと言われているが、明治24年（1891年）の濃尾震災による火災によってほとんどが焼失している。伊奈波神社に残る岐阜名所図会に描かれた山車はすべてこの範囲のもので焼失したものと思われる。
濃尾震災の後に山車を復活する動きの中、すぐに再興された山車で、上今町（現今町1丁目）が所有していたものである。文献によると明治44年（1911年）に改修となっているが、このときに漆塗を施したものと推測される。
戦災後、他の4輌と共に伊奈波神社にて保管され、祭に曳き出されることがなかったが、祭好きな本町5丁目の人々によって復活された。
お囃子については、戦後の復活時に車町（本町5丁目）のお囃子を継承している。からくり人形は、能「安宅」の一場面を演ずる。